# Park Place (metropolitana di New York)
Park Place è una fermata della metropolitana di New York situata sulla linea BMT Franklin Avenue. Nel 2019 è stata utilizzata da 519 984 passeggeri. È servita dalla navetta Franklin Avenue Shuttle, attiva 24 ore su 24.

## Storia
La stazione fu aperta il 19 giugno 1899. Tra il 1905 e il 1906 la stazione venne ricostruita. Nel 1999 fu sottoposta ad un'estesa ristrutturazione, in occasione dei lavori di rinnovo di tutta la linea BMT Franklin Avenue.

## Strutture e impianti
La stazione è posta su un terrapieno e ha una banchina laterale e un solo binario. All'estremità sud della banchina si trova un piccolo fabbricato viaggiatori che ospita i tornelli e affaccia su Park Place; all'estremità nord è invece posizionata una rampa che conduce su Prospect Place e rende la stazione accessibile alle persone con disabilità motoria.

## Interscambi
La stazione è servita da alcune autolinee gestite da NYCT Bus.
- Fermata autobus